# Securidaca diversifolia
Securidaca diversifolia är en jungfrulinsväxtart som först beskrevs av Carl von Linné, och fick sitt nu gällande namn av Joseph Blake. Securidaca diversifolia ingår i släktet Securidaca och familjen jungfrulinsväxter. Inga underarter finns listade i Catalogue of Life.

## Bildgalleri

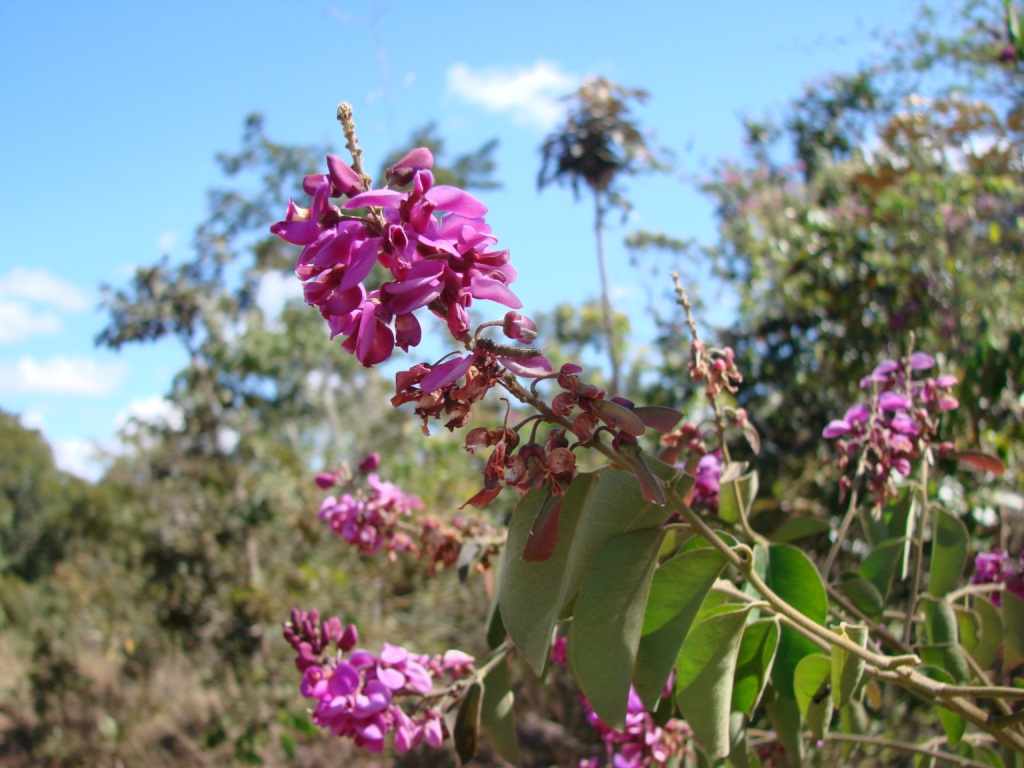
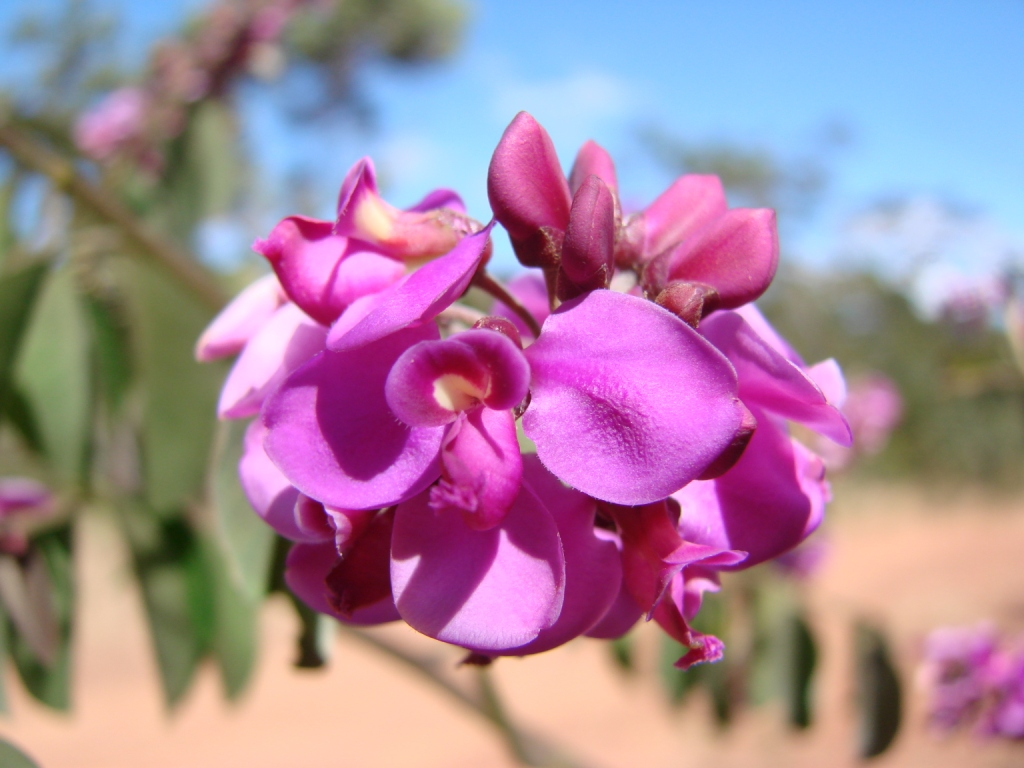